# 都市気候
都市気候（としきこう、英語: urban climate）とは、都市特有の気候のことである。例えば、都市では周辺よりも気温が高温である（ヒートアイランド）。都市気候は、都市化に伴い大気や地表面の性質が変化し、それに応じて熱収支、放射収支、水収支が変化することで形成される。

## 現象

### ヒートアイランド
ヒートアイランド（urban heat island）は、都市において郊外よりも気温が高くなる現象のことで、都市気候の中で代表的な現象である。ヒートアイランドの要因として、主に人工排熱、市街化による蒸発散の減少、都市キャノピーの熱収支変化が挙げられる。

### 都市の降水
都市では降水量が多いほか、短時間降水が発生しやすい。その要因として、ヒートアイランドの影響により、大気不安定となり降水が起こりやすくなること、海風が強化され都市部への水蒸気輸送が増大することが挙げられる。

## 原理
都市化に伴い、人間活動での人工熱や大気汚染物質の放出、建造物の増加と高層化、アスファルト化が進行する。これによりエネルギー消費量の増大、地表面構成物質の変化、地表面形状の変化が起こり、都市気候が形成される。
エネルギー消費量の増大は熱の発生量を増大させるほか、生成された大気汚染物質は下向きの長波放射量を増大させる。地表面構成物質のコンクリート化は地表面からの水の蒸発量を減少させ、潜熱フラックスが減少する。また、コンクリートは土壌よりも熱伝導率が高いため、昼間に吸収した熱を夜間に放出するようになる。建築物の密集化・高層化による天空率の減少により下向きの長波放射量を増大させるほか、建築物壁面と地表面での多重反射により下向きの短波放射量が増大する。これらにより、気温が上昇する。

## 都市気候モデル
都市の影響を考慮した数値モデルが開発されてきた。
都市気候研究では、領域気象モデルとしてWeather Research and Forecasting Model（WRF）が用いられる。利用される地表面モデルとして、平板都市モデル（slab urban model）と都市キャノピーモデル（urban canopy model）が挙げられる。平板都市モデルは、地表面および土壌の変数を調整し都市の影響を反映したモデルである。都市キャノピーモデルは、建築物群が及ぼす風速や放射への影響を考慮したモデルである。
WRFは、ヒートアイランドや都市降水、大気汚染などの研究にも適用されている。